# Xanthan
Xanthan (selten Xantan) ist ein natürlich vorkommendes Polysaccharid. Es wird mit Hilfe von Bakterien der Gattung Xanthomonas aus zuckerhaltigen Substraten gewonnen und als Lebensmittelzusatzstoff mit der E-Nummer E 415 als Verdickungs- und Geliermittel eingesetzt. Xanthan ist gemäß der EU-Öko-Verordnung für die Herstellung von Bio-Lebensmitteln zugelassen.
Xanthan kann vom menschlichen Organismus nicht verstoffwechselt werden und wird daher zu den Ballaststoffen gezählt. Im Darm wird es teilweise von dort lebenden Mikroorganismen abgebaut. In hohen Dosen kann es abführend wirken. Xanthan gilt dennoch als gesundheitlich unbedenklich. Fälle von Allergien, Unverträglichkeiten oder Überempfindlichkeiten sind nicht bekannt.

## Struktur
Das Rückgrat des Xanthan-Polymers wird von β-(1→4)-verknüpften D-Glucoseeinheiten gebildet. An jede zweite Glucoseeinheit ist α-(1→3)-glycosidisch eine β-D-Mannopyranosyl-(1→4)-β-D-glucuronopyranosyl-(1→2)-6-O-acetyl-α-D-mannopyranosyl-Seitenkette geknüpft. Etwa die Hälfte der endständigen Mannoseeinheiten dieser Seitenkette bildet über die Hydroxygruppen an den Positionen 4 und 6 ein Ketal mit Brenztraubensäure. Gelegentlich kann die Acetylgruppe oder eine Seitenkette komplett fehlen.

## Anwendungen
Xanthan quillt in wässriger Lösung und erhöht dadurch die Viskosität des Mediums. Es wird deshalb als Verdickungsmittel z. B. in Milchprodukten, Guacamole, Saucen, Tomatenketchup, Mayonnaise, Senf und Dressings sowie in vegetarischen Lebensmitteln verwendet.
In Kombination mit Johannisbrotkernmehl (E 410) bildet es gummiartige Gele. Zudem wird mit Xanthan die Wasserbindungsfähigkeit von Teigen erhöht, was z. B. das Altbackenwerden von Brot verzögert. Bei der Herstellung von Speiseeis wird dadurch die Bildung von Eiskristallen verringert und in Fruchtsäften hält es Schwebstoffe gleichmäßig fein verteilt.
Auch in der Molekularküche bildet es eine wichtige Zutat. Zudem wird Xanthan in zahlreichen Produkten der Kosmetikindustrie eingesetzt, zum Beispiel in Lotionen, Shampoos, Zahnpasta, flüssigen Seifen und Mascara. Auch zur Herstellung von Gleitmitteln wird Xanthan verwendet. Technisch findet es in Sprengstoffen und Bohrschlämmen Verwendung.
Ein besonderes Kennzeichen von Xanthanlösungen besteht darin, dass sie eine Pseudo-Fließgrenze besitzen, d. h., sie werden vorübergehend dünnflüssiger, wenn man sie schnell umrührt (Thixotropie). Weiterhin kann Xanthan mit Johannisbrotkernmehl zusammen synergistisch wirken und thermoreversible Gele bilden, die sich durch ein sehr gutes Wasserbindungsvermögen und hohe Elastizität auszeichnen.
Im Gegensatz zur EU-Öko-Verordnung ist Xanthan für die Herstellung von Bio-Lebensmitteln bei manchen Anbauverbänden nicht erlaubt, z. B. bei Naturland und Bio Suisse.
2003 lag die Jahresweltproduktion von Xanthan bei etwa 20.000 Tonnen.
Ein Health Claim mit dem Ziel, es als Appetithemmer einzusetzen, wurde seitens der Europäischen Behörde für Lebensmittelsicherheit abgelehnt, da kein Wirkzusammenhang nachgewiesen werden konnte.